# Nuoto ai Giochi della XXVIII Olimpiade - 100 metri dorso femminili

## Record
Prima di questa competizione, il record del mondo (WR) e il record olimpico (OR) erano i seguenti.
| Record mondiale | 59"58   | Natalie Coughlin Stati Uniti | 13 agosto 2002 Fort Lauderdale, Stati Uniti |
| Record olimpico | 1'00"21 | Diana Mocanu Romania         | 18 settembre 2000 Sydney, Australia         |

Durante l'evento sono stati migliorati i seguenti record:
| Data      | Evento        | Atleta           | Nazione     | Tempo   | Record          |
| --------- | ------------- | ---------------- | ----------- | ------- | --------------- |
| 15 agosto | 2° semifinale | Natalie Coughlin | Stati Uniti | 1'00"17 | Record olimpico |

## Risultati

### Batterie
| Pos. | Batteria | Corsia | Atleta                   | Nazionalità   | Tempo   | Note |
| ---- | -------- | ------ | ------------------------ | ------------- | ------- | ---- |
| 1    | 4        | 4      | Laure Manaudou           | Francia       | 1'01"27 | Q    |
| 2    | 4        | 5      | Reiko Nakamura           | Giappone      | 1'01"39 | Q    |
| 3    | 6        | 4      | Natalie Coughlin         | Stati Uniti   | 1'01"45 | Q    |
| 4    | 3        | 5      | Kirsty Coventry          | Zimbabwe      | 1'01"60 | Q,   |
| 5    | 4        | 6      | Noriko Inada             | Giappone      | 1'01"67 | Q    |
| 6    | 5        | 4      | Antje Buschschulte       | Germania      | 1'01"68 | Q    |
| 7    | 6        | 5      | Nina Živanevskaja        | Spagna        | 1'01"75 | Q    |
| 8    | 4        | 3      | Stanislava Komarova      | Russia        | 1'01"84 | Q    |
| 9    | 4        | 7      | Ilona Hlaváčková         | Rep. Ceca     | 1'01"95 | Q    |
| 10   | 5        | 7      | Giaan Rooney             | Australia     | 1'01"96 | Q    |
| 11   | 5        | 3      | Haley Cope               | Stati Uniti   | 1'01"99 | Q    |
| 12   | 6        | 3      | Katy Sexton              | Gran Bretagna | 1'02"01 | Q    |
| 13   | 5        | 5      | Louise Ørnstedt          | Danimarca     | 1'02"17 | Q    |
| 13   | 6        | 7      | Sarah Price              | Gran Bretagna | 1'02"17 | Q    |
| 15   | 6        | 2      | Gao Chang                | Cina          | 1'02"19 | Q    |
| 16   | 4        | 2      | Zhan Shu                 | Cina          | 1'02"39 | Q    |
| 17   | 4        | 1      | Erin Gammel              | Canada        | 1'02"47 |      |
| 17   | 3        | 4      | Sanja Jovanović          | Croazia       | 1'02"47 |      |
| 19   | 5        | 6      | Iryna Amshennikova       | Ucraina       | 1'02"57 |      |
| 20   | 5        | 8      | Marieke Guehrer          | Australia     | 1'02"76 |      |
| 21   | 6        | 8      | Nikolett Szepesi         | Ungheria      | 1'02"78 |      |
| 22   | 5        | 2      | Hannah McLean            | Nuova Zelanda | 1'03"09 |      |
| 23   | 6        | 6      | Janine Pietsch           | Germania      | 1'03"13 |      |
| 24   | 4        | 8      | Shim Min-ji              | Corea del Sud | 1'03"14 |      |
| 25   | 3        | 3      | Sviatlana Khakhlova      | Bielorussia   | 1'03"25 |      |
| 26   | 6        | 1      | Alessandra Cappa         | Italia        | 1'03"50 |      |
| 27   | 3        | 2      | Gisela Morales           | Guatemala     | 1'03"72 |      |
| 28   | 3        | 6      | Anna Gostomelsky         | Israele       | 1'04"06 |      |
| 29   | 5        | 1      | Alexandra Putra          | Francia       | 1'04"13 |      |
| 30   | 3        | 8      | Hiu Wai Sherry Tsai      | Hong Kong     | 1'04"25 |      |
| 31   | 2        | 5      | Kiera Aitken             | Bermuda       | 1'04"37 |      |
| 32   | 2        | 1      | Chonlathorn Vorathamrong | Thailandia    | 1'05"15 |      |
| 33   | 3        | 1      | Eirini Karastergiou      | Grecia        | 1'05"30 |      |
| 34   | 2        | 4      | Şadan Derya Erke         | Turchia       | 1'05"38 |      |
| 35   | 2        | 3      | Serrana Fernández        | Uruguay       | 1'05"51 |      |
| 36   | 3        | 7      | Hanna-Maria Seppälä      | Finlandia     | 1'05"55 |      |
| 37   | 2        | 2      | Fu Hsiao-han             | Taipei cinese | 1'06"62 |      |
| 38   | 2        | 7      | Anastassiya Prilepa      | Kazakistan    | 1'07"55 |      |
| 39   | 1        | 4      | Lenient Obia             | Nigeria       | 1'09"95 |      |
| 40   | 1        | 5      | Ana Galindo              | Honduras      | 1'11"80 |      |
| 41   | 2        | 6      | Olga Gnedovskaya         | Uzbekistan    | 1'15"33 |      |
| 42   | 1        | 3      | Yelena Rojkova           | Turkmenistan  | 1'15"48 |      |

### Semifinali
| Pos. | Semifinale | Corsia | Atleta              | Nazionalità   | Tempo   | Note             |
| ---- | ---------- | ------ | ------------------- | ------------- | ------- | ---------------- |
| 1    | 2          | 5      | Natalie Coughlin    | Stati Uniti   | 1'00"17 | Q,               |
| 2    | 2          | 4      | Laure Manaudou      | Francia       | 1'00"88 | Q                |
| 1    | 1          | 3      | Antje Buschschulte  | Germania      | 1'00"94 | Q                |
| 3    | 2          | 1      | Louise Ørnstedt     | Danimarca     | 1'01"12 | Q                |
| 4    | 2          | 7      | Haley Cope          | Stati Uniti   | 1'01"13 | Q                |
| 5    | 2          | 6      | Nina Živanevskaja   | Spagna        | 1'01"19 | Q                |
| 2    | 1          | 5      | Kirsty Coventry     | Zimbabwe      | 1'01"21 | Q,               |
| 3    | 1          | 4      | Reiko Nakamura      | Giappone      | 1'01"24 | Q                |
| 4    | 1          | 2      | Giaan Rooney        | Australia     | 1'01"41 | Record oceaniano |
| 5    | 1          | 6      | Stanislava Komarova | Russia        | 1'01"63 |                  |
| 6    | 2          | 3      | Noriko Inada        | Giappone      | 1'01"74 |                  |
| 7    | 2          | 2      | Ilona Hlaváčková    | Rep. Ceca     | 1'01"81 |                  |
| 6    | 1          | 7      | Katy Sexton         | Gran Bretagna | 1'01"96 |                  |
| 7    | 1          | 8      | Zhan Shu            | Cina          | 1'02"10 |                  |
| 8    | 2          | 8      | Gao Chang           | Cina          | 1'02"17 |                  |
| 8    | 1          | 1      | Sarah Price         | Gran Bretagna | 1'02"48 |                  |

### Finale
| Pos.    | Corsia | Atleta             | Nazionalità | Tempo   | Note            |
| ------- | ------ | ------------------ | ----------- | ------- | --------------- |
| Oro     | 4      | Natalie Coughlin   | Stati Uniti | 1'00"37 |                 |
| Argento | 1      | Kirsty Coventry    | Zimbabwe    | 1'00"50 | Record africano |
| Bronzo  | 5      | Laure Manaudou     | Francia     | 1'00"88 |                 |
| 4       | 8      | Reiko Nakamura     | Giappone    | 1'01"05 |                 |
| 5       | 7      | Nina Živanevskaja  | Spagna      | 1'01"12 |                 |
| 6       | 3      | Antje Buschschulte | Germania    | 1'01"39 |                 |
| 7       | 6      | Louise Ørnstedt    | Danimarca   | 1'01"51 |                 |
| 8       | 2      | Haley Cope         | Stati Uniti | 1'01"76 |                 |